# Bibert
Bibert – rzeka w Bawarii, lewy dopływ Rednitz.